# Tom Cousineau
Thomas Michael Cousineau (Fairview Park, 6 maggio 1957) è un giocatore di football americano, di nazionalità statunitense, che ha giocato nel ruolo di linebacker per i Cleveland Browns e i San Francisco 49ers della National Football League (NFL) e i Montreal Alouettes della Canadian Football League (CFL). Fu la prima scelta assoluta del Draft NFL 1979 dei Buffalo Bills. Al college ha giocato a football all'Università statale dell'Ohio dove fu premiato come All-American.

## Carriera professionistica
Cousineau fu la prima scelta assoluta del Draft NFL 1979 da parte dei Buffalo Bills, che l'avevano acquisita dai San Francisco 49ers in cambio di O.J. Simpson. Cousineau non giocò mai con i Bills. Egli preferì invece firmare per i Montreal Alouettes della Canadian Football League che gli avevano offerto il doppio dei soldi rispetto ai Bills. Cousineau lì divenne una stella, venendo premiato come miglior giocatore della Grey Cup della stagione 1979. Cousineau volle tornare nella NFL e nel 1982 gli Houston Oilers tentarono di firmarlo ma i Bills (ancora in possesso dei diritti su Cousineau) pareggiarono l'offerta. In seguito fu scambiato dai Bills coi Cleveland Browns per una scelta del primo giro (14º assoluta) del Draft NFL 1983. Quella scelta fu utilizzata dai Bills per il futuro quarterback della Pro Football Hall of Fame Jim Jelly. Cousineau firmò un contratto quinquennale del valore di 2,5 milioni di dollari, il contratto più alto della storia, all'epoca, per un giocatore dei Browns.
Durante le sue prime quattro stagioni coi Browns, Cousineau guidò la squadra in tackle in tre annate. Fu inserito nella seconda formazione ideale della stagione All-Pro nel 1984 ma non venne mai convocato per il Pro Bowl. Considerato un acquisto troppo esoso a Cleveland, è ricordato dai tifosi dei Bills per essere l'uomo che lì snobbò per la CFL e in seguito gli permise di arrivare a Jim Kelly. Cousineau firmò coi San Francisco 49ers in qualità di free agent nel 1985 dove disputò 2 stagioni come riserva prima di ritirarsi nel 1987.
Nel 2016, Cousineau fu inserito nella College Football Hall of Fame.

## Palmarès
- Second-Team All-Pro: 1

1984
- PFWA All-Rookie Team - 1982
- College Football Hall of Fame

## Statistiche
| Partite totali   | 66 |
| Intercetti fatti | 10 |